# Speleonectes tulumensis
Speleonectes tulumensis är ett kräftdjur som beskrevs av Jill Yager 1987. Speleonectes tulumensis ingår i släktet Speleonectes och familjen Speleonectidae. Av alla cirka 70 000 kräftdjur är detta den enda giftiga arten vetenskapen känner till.

## Systematik och utbredning
Artens förekommer i vattensamlingar i djupa grottsystem i delstaten Yucatán i Mexiko och andra delar av Centralamerika. På grund av dess otillgängliga habitat upptäcktes den först på 1980-talet. Inga underarter finns listade i Catalogue of Life.

## Ekologi och anatomi
Den är blind, nästan helt vit, med en lång segmenterad kropp och rader av små ben som den simmar med. Den lever av andra kräftdjur som den paralyserar med hjälp av ett gift som den sprutar in i bytet med hjälp av två sprutnålsliknande gaddar som sitter på var sin sida om huvudet. Giftet är en blandning av neurotoxin som paralyserar men där den andra komponenten skiljer sig från andra leddjurs gifter då det domineras av stora enzymer som förstör proteiner och bryter ned bytets exoskelett. Detta gift påminner mer om vissa ormars gift än om exempelvis de mer närbesläktade spindlarnas.